# Samir Fazli
Samir Fazli (Macedonisch: Самир Фазли) (Skopje, 22 april 1991) is een Macedonisch voetballer die als aanvaller speelt. Hij heeft ook de Albanese nationaliteit.
Fazli werd gezien als een groot talent. Op zestienjarige leeftijd debuteerde hij in het eerste elftal van FK Makedonija. Hij mocht toen stage lopen bij de Italiaanse club Sampdoria, dat besloot hem niet te contracteren in verband met een regelgeving waardoor ze twee jaar moesten wachten tot hij speelgerechtigd zou zijn voor Sampdoria.
Een jaar later mocht de Macedoniër op een tiendaagse stage komen bij sc Heerenveen. Dit contracteerde hem een half jaar later voor het seizoen 2009/2010. Fazli is tweebenig. In het seizoen 2009-2010 maakte hij in de uitwedstrijd tegen Willem II zijn debuut. Hij viel in voor Gerald Sibon. Op 19 maart 2010 maakt Fazli in de thuiswedstrijd tegen N.E.C. zijn eerste eredivisiedoelpunt.
Het seizoen 2013/14 maakte hij op huurbasis af bij Helmond Sport. In augustus 2014 ging Fazli voor de Zwitserse club FC Wil 1900 spelen die uitkwam in de Challenge League. In 2017 liep zijn contract af en in september sloot hij aan bij het Kroatische NK Rudeš. In 2018 ging hij naar Shkëndija.